# Bartolomé D. Gallardo
Bartolomé Diez Gallardo y Andrade (Chiloé, alrededor del año 1640—Concepción, 1699), fue un militar y explorador chileno. Sus padres fueron don Francisco Gallardo del Águila, dos veces Gobernador Real de Chiloé y doña Bartolina Andrade. Se dedicó a la carrera de las armas.
En 1674, su padre lo envió en un viaje de inspección a la región ubicada al sur de la isla de Chiloé para verificar los rumores de la existencia de asentamientos ingleses en el lugar. En 1675-76 participó en la expedición de Antonio de Vea a la misma zona. Los años 1686-88 fue gobernador Real de Chiloé.

## Primeros años
Bartolomé Diez Gallardo y Andrade nació por el año 1640 en Chiloé. Sus padres eran Francisco Gallardo y Bartolina Andrade y Oyarzún ambos miembros de distinguidas familias de la zona. Su padre, don Francisco, fue 2 veces gobernador real de Chiloé, 1657-58 y 1670-71 con sede de la gobernación en Castro.
No existen otros datos biográficos de la juventud de Bartolomé Diez pero lo que sí consta que ya en 1674 era sargento mayor.

## Expedición al sur de Chiloé
Su padre, en cumplimiento de una orden del Virrey del Perú, lo envió con varias  piraguas en un viaje de inspección de las poblaciones inglesas que se decía que existían al sur de Chiloé, navegando hasta el estrecho de Magallanes.
Zarpó de Castro el 16 de octubre de 1674 con 7 piraguas, 30 soldados y 40 indígenas auxiliares. Llevaba como práctico al indígena Talcapillán, quien había difundido en Chiloé la información de la existencia de poblaciones inglesas al sur de Chiloé. Recaló en la isla San Pedro, en Melinka, navegó el canal Costa y el 21 de noviembre descubrió la laguna San Rafael, antes había hecho prisioneros a 10 indígenas que le confirmaron la existencia de poblaciones de hombres blancos más al sur y hacia el interior.
El 29 de noviembre atravesó el istmo de Ofqui llevando en hombres solo 3 piraguas y parte de la tropa, dejando al resto de la gente y embarcaciones en la laguna. Recorrió el sector norte del golfo de Penas. En la isla San Javier apresó a varios kawésqar[cita requerida] asegurándole uno de ellos haber estado en tierra firme en una población de hombres blancos llamada Callanac, amurallada y con muchas piezas de artillería  y aseguró que el gobernador de Callanac le había regalado un cuchillo, unos calzones y una camiseta. El 10 de enero regresó a la laguna San Rafael y a fines de enero recaló en Chacao trayendo varios indígenas como prisioneros.
El Gobernador Real escuchada la cuenta del viaje decidió enviarlo a Perú para que le informara personalmente al virrey don Baltasar José Beltrán de la Cueva y Enríquez de Cabrera, también conocido como el Conde de Castellar y Marqués de Malagón de lo acontecido durante la expedición. Bartolomé viajó por buque, primero a Concepción, siguió a Valparaíso arribando a  Callao el 12 de abril de 1675 informándole al Virrey de la comisión, éste le ordenó que le entregara un informe por escrito y es el que tiene fecha Lima, 21 de abril de 1675 y se indica en Enlaces externos.

## Nueva expedición y Gobernador
Debido al informe de Gallardo, el Virrey dispuso que se enviara una nueva expedición a la zona para que efectuara un minucioso estudio del área en búsqueda de asentamientos extranjeros. Esta misión recayó en el marino Antonio de Vea efectuándose entre los años 1675 y 1676, Bartolomé Gallardo participó de esta expedición.
Contrajo matrimonio con doña Inés del Águila Mazo de Alderete con quien tuvo tres hijos. En los años 1686-1688 fue nombrado Gobernador Real de Chiloé.  En sus últimos años se radicó en Concepción donde falleció en junio de 1699

## Legado
Aunque el viaje de Gallardo no aportó antecedentes geográficos de mayor relevancia, tuvo la importancia de que, debido a la repetición y difusión de lo informado por los indígenas sobre la existencia de asentamientos de hombres blancos en el extremo austral, se enviaran futuras expediciones a la zona con el propósito de resguardar la soberanía de la Capitanía General de Chile.